# Brusaporto
Brusaporto – miejscowość i gmina we Włoszech, w regionie Lombardia, w prowincji Bergamo.
Według danych na styczeń 2009 gminę zamieszkiwało 5250 osób przy gęstości zaludnienia 1050 os./1 km².